# Andréas Papathanasíou
Pour les articles homonymes, voir Papathanassíou.
Andréas Papathanasíou (en grec moderne : Ανδρέας Παπαθανασίου) est un footballeur international chypriote né à Larnaca le 3 octobre 1983 qui joue actuellement pour l'Alki Oroklini. 

## Biographie

### Carrière en club
Andréas Papathanasíou était un joueur clé pour Ermís Aradíppou et il était le meilleur buteur de la troisième division en 2006-07 puis de deuxième division en 2007-08. L'APOEL Nicosie lui a offert un contrat de 4 années en juin 2008 et il a rejoint le club. En janvier 2009, il a été prêté à Ermís Aradíppou et a aidé le club à remporter le championnat de deuxième division. En mai 2009, il retourna à l'APOEL et fait partie des champions de première division aussi. 

### Carrière internationale
Andréas Papathanasíou fait ses débuts dans l'équipe nationale contre l'Irlande le 15 octobre 2008.

## Palmarès

### En club
- Avec l'Ermis Aradippou
  - Champion de Chypre de D3 en 2007
  - Champion de Chypre de D2 en 2009

- Avec l'APOEL Nicosie
  - Champion de Chypre en 2009
  - Vainqueur de la Supercoupe de Chypre en 2009

### Distinctions personnelles
- Meilleur buteur du Championnat de Chypre de D2 en 2008 (25 buts)
- Meilleur buteur du Championnat de Chypre de D3 en 2007 (19 buts)